# Calvin Klein (marca)
Calvin Klein Inc., nome legal de Calvin Klein (também conhecida abreviadamente por CK), é uma marca americana criada em 1968 pelo designer Calvin Klein. É especializada em couro, acessórios de estilo de vida, artigos de decoração, perfumaria, joalharia, relógios e pronto-a-vestir. A empresa tem participação de mercado substancial em linhas comerciais, bem como roupas de alta-costura. Em dezembro de 2002, a marca foi vendida para Phillips Van Heusen Corp (PVH) por 400 milhões de dólares.